# A. James Reimer
Allen James Reimer (* 10. August 1942; † 28. August 2010) war ein kanadischer mennonitischer Theologe, der bis zu seiner Emeritierung im Jahr 2008 als Professor am Conrad Grebel College der University of Waterloo und an der Toronto School of Theology der University of Toronto wirkte.
Reimer wuchs in einer Kleinstadt im südwestlichen Manitoba auf. Er machte ein theologisches Vordiplom an der Canadian Mennonite University und an der University of Manitoba. Später studierte er Theologie und Geschichte an der University of Toronto. In seiner Dissertation verglich Reimer die beiden deutschen Theologen Emanuel Hirsch and Paul Tillich hinsichtlich der politischen Auswirkungen ihrer voneinander abweichenden theologischen Ansätze.
In seiner Theologie vertrat Reimer eher klassisch trinitarische Positionen und weicht so von den Positionen anderen mennonitischer Theologen ab, die wie zum Beispiel John Howard Yoder stärker auf Aspekte der Bergpredigt fokussieren. Dennoch nimmt auch in Reimers Theologie die christliche Sozialethik einen breiten Raum ein. Wie Yoder ist Reimer Pazifist. Im Verlauf seiner Dissertation nahm er starken Abstand von den theologischen Ansichten Emanuel Hirschs, der als Vertreter der Deutschen Christen vor und während der NS-Diktatur Hitler offen unterstützte.
Reimer war auch politisch aktiv und war für einige Jahre aktives Mitglied der sozialdemokratischen New Democratic Party. A. James Reimer kann als Vertreter der Christian Left angesehen werden.
Reimer hat eine Vielzahl von Aufsätzen und Artikeln geschrieben, die unter anderem in den Büchern Mennonites and Classical Theology und Paul Tillich: Theologian of Nature, Culture and Politics zusammengefasst wurden. Neben seiner Arbeit über Paul Tillich und Emanuel Hirsch setzte sich Reimer auch mit Dietrich Bonhoeffer und der Rolle der Kirchen in der NS-Zeit, der Kritischen Theorie, der Geschichte der Täuferbewegung und ethischen Themen auseinander.
Reimer war verheiratet mit der Anglistin Margaret Loewen Reimer (1947–2019). Als Paar hatten sie drei Kinder und lebten in Waterloo, Ontario.

## Werke (Auswahl)
- Werner Schüßler, A. James Reimer (Hrsg.): Das Gebet als Grundakt des Glaubens, Philosophisch-theologische Überlegungen zum Gebetsverständnis Paul Tillichs. Münster 2004.
- A. James Reimer (ed.): The influence of the Frankfurt School on contemporary Theology: Critical Theory and the future of Religion. Lewiston 1992.
- A. James Reimer: Emanuel Hirsch und Paul Tillich. Theologie und Politik in einer Zeit der Krise. Berlin 1995.
- A. James Reimer: Mennonites and Classical Theology. Dogmatic Foundations for Christian Ethics. Kitchener 2001.
- A. James Reimer: The Dogmatic Imagination. The Dynamics of Christian Belief. Waterloo 2003.
- A. James Reimer: Christians and War. A Brief History of the Church's Teaching and Practices. Minneapolis 2010.